# Кудрявцев, Борис Константинович
Борис Константинович Кудрявцев (15 июля 1913, Рязань — 20 октября 1983, Москва) — советский и белорусский актёр театра и кино. Заслуженный артист Белорусской ССР (1944).

## Биография
Учился в ГИТИСе (окончил в 1936 году).
В 1936—1937 годах — артист Белорусского ТРАМа. В 1937—1960 годах служил в Белорусском академическом театре имени Янки Купалы в Минске.
С 1960 года — актёр Театра на Малой Бронной.
«Насколько я понимаю, именно в этой скользящей неуловимости противника — открытие пьесы <…>. Но А. Эфрос злодея находит. Плужин — вот злодей. Это он стоит в конце цепочки, огромный, узкоглазый, непрошибаемый и несдвигаемый Плужин в грандиозном исполнении Б. Кудрявцева». (Лев Аннинский о спектакле «Человек со стороны»)
Помимо работы в театре с 1950-х годов снимался в кино. Исполнил роли в 53 фильмах.
Похоронен на Востряковском кладбище.

## Избранная фильмография
- 1978 — Пятое время года
- 1978 — Емельян Пугачёв — Максим Шигаев (озвучивает Станислав Чекан)
- 1977 — Лунев сегодня и завтра (фильм-спектакль) — Спиридонов
- 1977 — Личное счастье — Георгий Михайлович, председатель колхоза
- 1977 — Гонки без финиша — Заманский, директор завода автостёкол
- 1976 — Такая она, игра — Савищев
- 1976 — Сибирь— Федот Федотович
- 1976 — Память земли —  Орлов
- 1976 — Легко быть добрым — Юрий Прокопьевич Федюнин
- 1976 — Диспетчер слушает (фильм-спектакль)
- 1976 — Аты-баты, шли солдаты... — генерал
- 1975 — Всадник с молнией в руке — Самсон Иванович, раскулаченный казак, проводник
- 1975 — Возвращение (фильм-спектакль) — Калимон Иванович Тиходуев, отец Эмеренции и Поленьки
- 1974 — Мегрэ и старая дама — отец.
- 1974 — Цвет золота — Фальков (дублировал Андрей Тарасов)
- 1974 — Совесть — Николай Семёнович Якушин, полковник
- 1974 — Самый жаркий месяц — Кузьмин
- 1974 — Небо со мной — ветеран (нет в титрах)
- 1974 — Наследники — Владислав Николаевич Данилин
- 1974 — Земляки — отец Миколы
- 1973 — Человек со стороны (фильм-спектакль) — Анатолий Васильевич Плужин, директор завода
- 1973 — Времякрад (Фитиль № 134) — Кнопкин, кляузник
- 1973 — Ни слова о футболе — дедушка Нади
- 1973 — Возврата нет — Павел Иванович Неверов, бывший первый секретарь райкома, ушедший в горком инструктором на повышение
- 1973 — В номерах (фильм-спектакль) :: полковник
- 1972 — Человек на своём месте — Иван Петрович Бобров, отец Семёна
- 1972 — Улица без конца — Кузьма Иванович Яронька, бригадир
- 1972 — Следствие ведут Знатоки (Дело N7) — Максим Тарасович Сотников, начальник конторы по озеленению
- 1972 — Сибирячка — Семён Тимофеевич Филимонов, председатель колхоза
- 1972 — Платон Кречет (фильм-спектакль) — Павел Семёнович Берест, председатель исполкома
- 1972 — Меченый атом — капитан милиции
- 1971 — Золотая карета (фильм-спектакль) — Николай Степанович Кареев, ученый
- 1970 — Узники Бомона  — полковник Гресс, начальник концлагеря Бомон
- 1970 — Моя улица — Василий Павлович Забродин, литейщик
- 1970 — И был вечер, и было утро... — Берсенев
- 1969 — Про Клаву Иванову — «Глухарь», начальник цеха
- 1969 — Последние каникулы — Иван Петрович Григорьев
- 1969 — Директор— Степан Рузаев, парторг завода
- 1968 — Шестое июля — эпизод (нет в титрах)
- 1967 — Штрихи к портрету В. И. Ленина — Кузнецов, питерский рабочий
- 1967 — Генерал Рахимов — Сергей Максимович Курганов, генерал-лейтенант
- 1966 — Утоление жажды — Кузнецов
- 1960 — Первые испытания (1-я серия) —  делегат
- 1960 — Весенние грозы —  матрос плавучего театра (нет в титрах)
- 1959 — Строгая женщина — Алексей Жалюк
- 1959 — Девочка ищет отца —  Булай, начальник полиции
- 1958 — Счастье надо беречь— Иван Михайлович, председатель колхоза
- 1958 — Красные листья  — надзиратель в тюрьме
- 1955 — Зелёные огни — Александр, железнодорожник

## Награды
- Медаль «За трудовое отличие» (20.06.1940) — за выдающиеся заслуги в деле развития белорусского театрального и музыкального искусства